# Parabryna
Parabryna is een kevergeslacht uit de familie van de boktorren (Cerambycidae). De wetenschappelijke naam van het geslacht werd voor het eerst geldig gepubliceerd in 1995 door Hüdepohl.

## Soorten
Parabryna is monotypisch en omvat slechts de volgende soort:
- Parabryna boudanti Hüdepohl, 1995